# Hoyt Bohannon
Hoyt Hallett Bohannon (Daytona Beach, 22 maggio 1918 – North Hollywood, 17 dicembre 1990) è stato un trombonista statunitense.

## Biografia
Iniziò la carriera musicale nei primi anni quaranta nell'orchestra di Harry James. Nel 1941 prestò servizio militare suonando nell'orchestra dell'aviazione statunitense (Air Corps Orchestra).
Nel dopoguerra militò in varie orchestre (ad esempio in quelle condotte da: Paul Whiteman, Benny Goodman, Artie Shaw, Woody Herman, Neal Hefti e molti altri), oltre a partecipare come sideman (che svolse fino agli anni settanta) a numerosissime incisioni di studio per musicisti e cantanti come: Mildred Bailey, Frank Sinatra, Buddy DeFranco, Louie Bellson, Benny Carter, Ray Anthony, Peggy Lee, Earl Bostic, Henry Mancini, Earl Hines, tra gli altri, alternando questa attività a quella (come membro di orchestre) in spettacoli televisivi e anche in concerti sinfonici (nella Glendale Symphony).
Il figlio, Steven Steve H. Bohannon (1947-1968), fu un virtuoso batterista.